# Centaurea musarum
Centaurea musarum là một loài thực vật có hoa trong họ Cúc. Loài này được Boiss. & Orph. mô tả khoa học đầu tiên năm 1856.